# Міаське
Міаське — село в Челябінській області, адміністративний центр Красноармійського району. Входить до складу агломерації Великий Челябінськ. Село розташоване за 37 кілометрах на схід від Челябінська на річці Міас, на розвилці доріг Челябінськ — Курган та Челябінськ — Бродокалмак на місці колишньої міаської фортеці. Заклав фортецю 1736 року козак Яків Павлуцький, на честь нього названа одна з вулиць села. У селі діє краєзнавчий музей імені Єгорова.

## Історія
Село Міаське засноване 1 серпня 1736 як військове поселення — фортеця з повеління імператриці Анни Іоанівни на землі, подарованої їй башкирському тархану Таймасу Шаїмову, для забезпечення безпеки на східному кордоні Росії від набігів киргизів, а також щоб мати краще спостереження за діями башкир. У нагороду за це Шаїм отримав шаблю, а башкири були звільнені від податного оподаткування. Загальне керівництво побудовою фортеці здійснював Татищев Василь Микитович — начальник Головного Управління уральських заводів, а зводилася вона силами військових команд Сибірського гарнізонного драгунського полку та селян під керівництвом Якова Павлуцького.
З кінця XVIII століття по 1841 рік вона виконувала роль другої станиці 1-го козацького кантону Оренбурзького козацького війська, потім стала центром полкового округу.

## Населення
| 1959 | 1970  | 1979  | 1989  | 2002  | 2010  |
| ---- | ----- | ----- | ----- | ----- | ----- |
| 3514 | ↗5038 | ↗6339 | ↗9541 | ↗9593 | ↗9755 |

## Економіка
- Свинокомплекс.
- Харчовий комбінат по виробництву напівфабрикатів.
- Ковбасний цех.
- Хлібокомбінат.
- Сільгосппідприємство «Красноармійське».
- Красноармійське ДРСУ- ремонт і утримання автомобільних доріг, виробництво будматеріалів.